# メンバーズ・オンリー (曲)
メンバーズ・オンリー (Members Only)は、シンガー/キーボード奏者/ソングライターのラリー・アディソンが作詞・作曲し、1985年にボビー・ブランドが最初にレコーディングした楽曲である。1985年10月、ミシシッピ州のレーベル、マラコ・レコードよりシングル・リリースされ、同年リリースされたアルバム『Members Only』に収録された。ブランドがキャリアの中後期で長年に渡り活躍を見せたマラコからのファースト・アルバム収録のこの曲は、彼の代表曲のひとつとなった。

## 概要
「メンバーズ・オンリー」はブランドが得意とする12小節ブルースからは外れ、マイナー・コードを効果的に使った哀愁漂うミッドテンポのソウル・バラードである。「メンバーズ・オンリー、これはプライベートなパーティーだ」との歌い出しだが「資格を得るためにお金は要らない。恋に破れて傷ついた心を持ってくればいい。」続く。愛する人を失った者だけが集い、慰めあうためのパーティーを歌った楽曲である。

最初の歌詞は次のように歌われる：
メンバーズ・オンリー、これはプライベートなパーティーだ

資格を得るためにお金は要らない

小切手帳は持ってこないで、傷ついた心を持ってくればいい

だって今夜はメンバーズ・オンリーなのだから

## 参加ミュージシャン
- ボビー・ブランド Bobby Bland - ボーカル
- レイ・グリフィン Ray Griffin - ベース
- ジェイムズ・ロバートソン James Robertson - ドラムス
- ディノ・ジマーマン Dino Zimmerman - ギター
- ジミー・ジョンソン Jimmy Johnson - ギター
- カーソン・ウィットセット Carson Whitsett - キーボード
- カーメロ・ガーシア Carmelo Garcia - パーカッション
- ヴィンス・バランコ Vince Barranco - パーカッション
- ジョージ・ソウル George Soule - コーラス
- ジュウェル・バス Jewel Bass - コーラス
- トミシン・アンダーソン Thomisene Anderson - コーラス
- ベン・コーリー Ben Cauley - ホーン・セクション
- チャールズ・ローズ Charles Rose - ホーン・セクション
- ハリソン・キャロウェイ Harrison Calloway - ホーン・セクション
- ハーヴィー・トンプソン Harvey Thompson - ホーン・セクション
- ジム・ホーン Jim Horn - ホーン・セクション
- ボブ・マクナリー Bob McNally - ストリングス
- ブライアン・ガム Brian Gum - ストリングス
- クローデット・ハンプトン Claudette Hampton - ストリングス
- ジャネット・ドレスラー Janet Dressler - ストリングス
- ジョン・フランツ John Frantz - ストリングス
- リンダ・ガイデル Linda Geidel - ストリングス
- ミッキー・デイヴィス Mickey Davis - ストリングス
- ペギー・プラッカー Peggy Plucker - ストリングス
- スティーヴン・ドレスラー Steven Dressler - ストリングス

## カバー・バージョン
| 年     | アーティスト名                                            | 収録アルバム                     |
| ------ | --------------------------------------------------------- | -------------------------------- |
| 1986年 | タイロン・テイラー                                        | 『Sings Members Only』           |
| 1987年 | ドナ・ファーゴ & ビリー・ジョー・ロイヤル                 | シングル                         |
| 1994年 | マーヴァ・ライト                                          | 『Marva Wright』                 |
| 1995年 | バディ・エイス                                            | 『From Me to You Bobby Bland』   |
| 2000年 | リー・タワーズ                                            | 『Members Only』                 |
| 2000年 | ジェイムズ・ソルバーグ                                    | 『The Hand You're Dealt』        |
| 2001年 | コテツ＆ヤンシー                                          | 『ロード・ムービー』             |
| 2003年 | ヴァンス・ケリー&ヒズ・バックストリート・ブルース・バンド | 『Live at Lee's Unleaded Blues』 |
| 2006年 | ダイユーナ・グリーンリーフ&ブルー・マーシー               | 『Cotton Field to Coffee House』 |
| 2015年 | W.C.カラス                                                | 『うどん屋で泣いた』             |
| 2019年 | ジョン・プライマー                                        | 『The Soul of a Blues Man』      |